# Sheila Rowbotham
Sheila Rowbotham, född 27 februari 1943 i Leeds, West Yorkshire, är en brittisk författare och socialistisk feminist.
Rowbotham studerade vid St Hilda's College i Oxford och sedan vid University of London och började sin yrkesmässiga karriär som lärare. Rowbothams politiska engagemang inleddes med att hon involverades i en kampanj för kärnkraftsavveckling, då som medlem av det brittiska Labour Partys ungdomsförbund. I besvikelse över den riktning partipolitiken tog började hon engagera sig i en rad olika kampanjer på vänsterkanten, bland annat började hon att skriva för den radikala tidningen Black Dwarf.
Mot slutet av 1960-talet kom hon att engagera sig i den växande andra vågens kvinnorörelse. År 1969 publicerades ett av de mest inflytelserika feministiska verken vid den här tiden, Women’s Liberation and the New Politics där hon argumenterar för en socialistisk feminism där förtrycket av kvinnor måste ses som resultat av både ekonomiska och kulturella faktorer. 
Sedan dess har Rowbotham publicerat flera böcker i detta ämne. Hennes grundtes är att kvinnoförtrycket är dubbelt och verkar i den privata liksom i den offentliga sfären. Detta måste således beaktas och bekämpas på flera fronter för att genuin frigörelse ska kunna uppnås.